# Boris T. Matić
Boris T. Matić (Doboj, 1966.) je hrvatski filmski producent.
Matić je član Europske filmske akademije i Hrvatske udruge producenata. Osnivač je, suvlasnik i prvi direktor Motovun Film Festivala, a od 2003. osnivač i direktor Zagreb Film Festivala.

## Filmska produkcija
- 1995. "I love you - Montažstroj, kratki video-plesni film, redatelja Dalibora Martinisa, osvojio nekoliko nagrada na međunarodnim festivalima;
- 1996., 1997. "Mondo Bobo" - prvi nezavisni hrvatski film u režiji Gorana Rušinovića, osvojio 13 domaćih i međunarodnih nagrada;
- 1999., 2000. "Who Wants To Be A President" (Novo, novo vrijeme) - dugometražni dokumentarac o izborima u RH, redatelja Rajka Grlića i Igora Mirkovića. Veliki kino hit - gotovo 30.000 gledatelja;
- 2000. "Bosnavison" - scenarist i producent hrvatsko-bosanskog dokumentarca o putujućem kinu koje u bosanskim selima prikazuje crtani film Tarzan;
- 2002., 2003. "Onaj koji će ostati neprimjećen" - dugometražni igrani film Zvonimira Jurića. Nagrađen Brezom na PFF-u;
- 2002., 2003., 2004. "Sex, piće i krvoproliće" - No budget omnibus od tri priče, sniman digitalnom tehnologijom. Produciran za 100000 kuna. Producent filma i scenarist i redatelj jedne od priča;
- 2003., 2004. "Od groba do groba" - koproducent. Novi film Jana Cvitkoviča, dobitnika Lava budućnosti na Mostri 2001 za film "Kruh i mlijeko";
- 2004. Sve džaba - Cjelovečernji igrani film autora Antonio Nuića sufinanciran sredstvima Ministarstva kulture RH i Fonda za kinematografiju BiH. Producent;
- 2004. "Karaula" - cjelovečernji igrani film Rajka Grlića u koprodukciji Hrvatske, BiH, Slovenije i Makedonije. Koproducent;
- 2007. "Ulica grafita" - dugometražni dokumentarni film u režiji Sergeja Krese. Producent;
- 2008. "Buick Riviera" - dugometražni film u režiji Gorana Rušinovića. Producent;
- 2009. "Zagrebačke Priče" - dugometražni omnibus sastavljen od 9 kratkih priča u režiji Nebojše Slijepčevića, Matije Klukovića & Gorana Odvorčića, Ivana Skorina, Branka Ištvančića, Zvonimira Jurića, Ivana Ramljaka, Marka Škobalja, Daria Pleića, Igora Mirkovića i Zorana Sudara. Producent.;
- 2009. "Kenjac" - dugometražni film u režiji Antonia Nuića. Producent.
- 2010. "Mila traži Senidu"- dugometražni dokumentarni film u režiji Roberta Tomića- Zubera. Produncent.;
- 2012. "Zagrebačke Priče vol.2" - dugometražni omnibus sastavljen od 6 kratkih priča u režiji Hane Veček, Sare Hribar, Alda Tardozzija, Ivana Sikavice, Josipa Viskovića, Radislava Jovanova Gonza. Producent.;
- 2013. "Krugovi" - dugometražni film u režiji Srdana Golubović. Koproducent.;
- 2014. "O hokeju i Medvjedima" - dugometražni dokumentarni film u režiji Josipa Ivančića i Radislava Jovanova Gonza. Producent.;
- 2014. "Sudilište" - dugometražni film u režiji Stephana Komandareva. Koproducent.;
- 2014. "Spomenik Michaelu Jacksonu" - dugometražni film u režiji Darka Lungulova. Koproducent.;
- 2015. "Zagrebačke Priče vol.3" - dugometražni omnibus sastavljen od 6 kratkih priča u režiji Ivana Salaja, Petra Oreškovića, Matije Vukšića, Vlatke Vorkapić, Danila Šerbedžije, Radislava Jovanova Gonza. Producent.;
- 2015. "Život je truba" - dugometražni film u režiji Antonia Nuića. Producent.;
- 2016. "Zvir" -  kratkometražni film u režiji Miroslava Sikavice. Producent.;
- 2017. "Žaba" - dugometražni film u režiji Elmira Jukića. Koproducent.;
- 2017. "Ivan" - dugometražni film u režiji Janeza Burgera. Koproducent.;
- 2018. "Mali" - dugometražni film u režiji Antonija Nuića. Producent.;
- 2019. "Otac" - dugometražni film u režiji Srdana Golubovića. Koproducent.;
- 2019. "Bosonogi car" - dugometražni film u režiji Petera Brosensa i Jessice Woodworth. Koproducent.

## Ostalo
- "Kod nas doma" kao gost emisije (2017.)

## Vanjske poveznice
- Arhivirana inačica izvorne stranice od 15. siječnja 2020. (Wayback Machine)
- Biografija na www.film.hr[neaktivna poveznica]
- Boris T. Matić u internetskoj bazi filmova IMDb-u (engl.)